# 줄리아노 다 상갈로
줄리아노 다 상갈로(Giuliano da Sangallo, 1445년 ∼ 1516년)은 르네상스 시기에 활동한 이탈리아의 건축가이다. 처음에는 목각(木刻)을 배웠고 후에는 건축으로 전환하였으며, 요새도 구축하는 등 다방면에 재능을 가진 사람으로 브라만테의 뒤를 이어 바티칸에 봉사하였다.
로렌초 데 메디치를 위해 세운 포조아카이아노의 별장(1480∼1485？)은 그의 대표작이다. 별장은 피렌체와 프라토의 중간에 위치하고 있는데 그 형식은 미켈로초와 공통된 점은 없고 어느 점에서는 팔라디오의 선례(先例)라 할 수 있다. 별장은 정원과 과수원의 중앙에 위치하여 일종의 열주(列柱)의 대(臺) 위에 있는 장방형의 플랜을 갖는다. 지붕은 네 면으로 돌출하였고, 중앙 입구에는 여섯 개의 이오니아식(式) 둥근 기둥이 나란히 서서 그 위에 테라코타의 프리즈(띠모양의 장식 소벽)가 있으며 최상부는 삼각 박공으로 되어 있다. 이 현관 출입구는 2층 건물의 중앙에 있어 가장 잘 눈에 띄고 여기에서 건물의 중앙에 위치한 격간 천장의 큰 홀로 통한다.

## 참고 문헌
- 이 문서에는 다음커뮤니케이션(현 카카오)에서 GFDL 또는 CC-SA 라이선스로 배포한 글로벌 세계대백과사전의 내용을 기초로 작성된 글이 포함되어 있습니다.